# 루도비코 3세 곤차가
루도비코 3세 곤차가(이탈리아어: Ludovico III Gonzaga, 1412년 6월 5일 - 1478년 6월 12일)는 1444년부터 그가 사망할때까지 만토바를 통치한 이탈리아의 변경백이다.

## 생애
루도비코는 잔프란체스코 1세 곤차가와 파올라 말라테스타 사이에서 태어났다.
루도비코는 아버지인 잔프란체스코 1세의 길을 따라, 어린 나이때부터 자신의 아버지가 프란체스코 부소네 군대의 부사령관이였던 1432년부터 콘도티에로로 활동하였다. 1433년에 그는 신성 로마 황제 지기스문트의 질녀 인 브란덴부르크의 바르바라와 혼인하였다.
1436년(아마도 아버지의 허락을 받지 않았을 것)을 시작으로, 그는 밀라노 공국의 비스콘티 가문 밑에서 일하였다. 그 결과로 잔프란체스코 1세는 자신의 아들과 며느리를 만토바에서 추방시켰고, 카를로 곤차가를 후계자로 지명하였다. 하지만 1438년에 잔프란체스코 1세가 비스콘티 가문에 고용되면서, 1441년에 자신의 아들을 용서해주었다.
루도비코 3세는 1444년에 만토바 변경백 자리를 계승하였지만, 가문의 영지 일부를 그의 형제들인 카를로, 잔루시도, 알레산드로에게 넘겨주었다. 그 당시에 만토바 변경백국은 영토가 감소하였고 전쟁과 과도한 확장, 전쟁으로 상태가 좋지 못했다.
1445년에서 1450년에 루도비코 3세는 그의 영토에 높은 수준의 평화를 보장해주는 것의 따라 그의 충성을 바꿔가며 밀라노, 피렌체, 베네치아, 나폴리 등지에서 콘도티에로 활동했다. 1448년에 카라바조 전투에 참여했고 거기에서 퇴각하였다. 1449년 그는 밀라노를 상대로 벌이는 피렌체가 결성한 동맹에 베네치아 소속으로 복무했다. 1450년 그는 롬바르디아에서 일부 이권을 얻기 위해 나폴리의 알폰소의 군대 지휘권을 받았다. 하지만 밀라노의 새로운 공작인 프란체스코 1세 스포르차가 그 당시에 베네치아의 영토가 된 옛 만토바의 영토였던 로나토, 페스키에라, 아솔라를 그에게 넘겨주겠다고 약속하였다. 그러자 베네치아는 만토바의 영토였던 카스틸리오네델레스티비에레를 약탈(1452)하였고 루도비코 3세의 동생인 카를로를 고용했다.
1453년 6월 14일, 루도비코 3세는 고이토에서 카를로의 군대를 완패시켰지만, 니콜로 피치니노가 이끄는 베네치아군은 아솔라를 회복하려는 그의 시도를 좌절시켰다. 로디 조약이 시행되면서 루도비코 3세는 모든 그의 정복지에서 철수하게 되었고, 세 도시에 대한 소유권 주장을 포기해야만 했다. 하지만 1456년에 카를로가 자식 없이 사망하게 되자, 그의 영토를 획득하였다.
만토바 변경백의 높은 위신이 있던 시기는 몇 년전 콘스탄티노플을 정복한 오스만 튀르크에 대한 십자군을 준비하기 위해 1590년 5월 27일부터 1460년 1월 19일에 사이에 교황 비오 2세가 소집한 만토바 공의회가 열리던 때다. 하지만 교황은 개최 도시에 만족하지 못했고, 이런 기록을 남기기도 하였으며 " 그곳은 습하고 불결하며, 더운 열기는 모든 걸 불태웠다; 포도주 또한 입에 맞지 않고 음식도 불편하였다." 하지만 공의회는 루도비코 3세에게 상당한 개인적 위상을 가져다 주며와 그의 아들 프란체스코는 귀족으로서 한 단계 발전을 하는데 주목하며 막을 내렸다.
1466년부터 루도비코 3세는 더 이상 밀라노의 스포르차 가문을 위해 복무하지 않았다. 그는 1478년에 고이토에서 발생한 질병으로 사망하였다. 그는 만토바 대성당에 매장되었다.

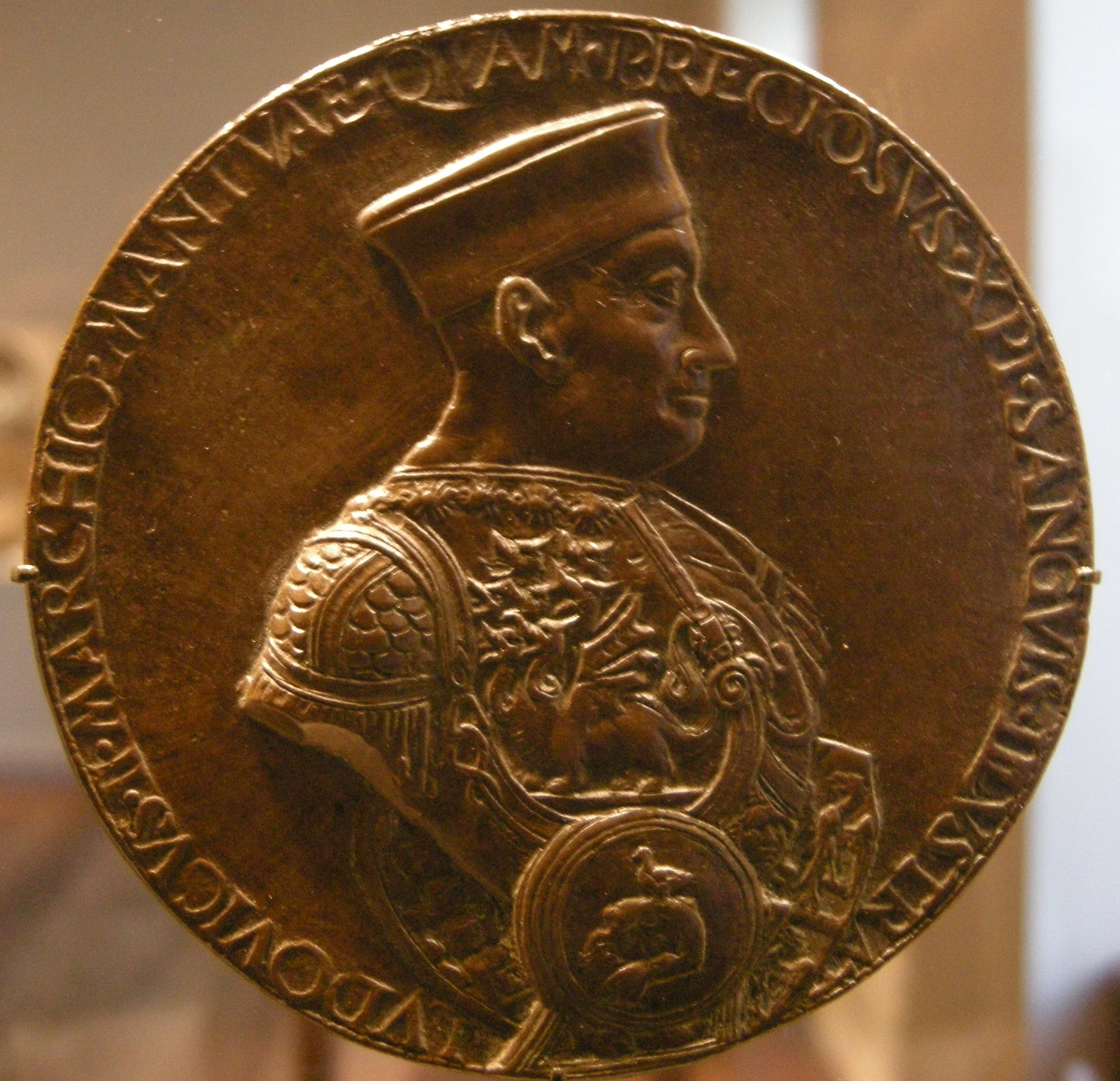
루도비코 3세 곤차가의 주화 (1475).

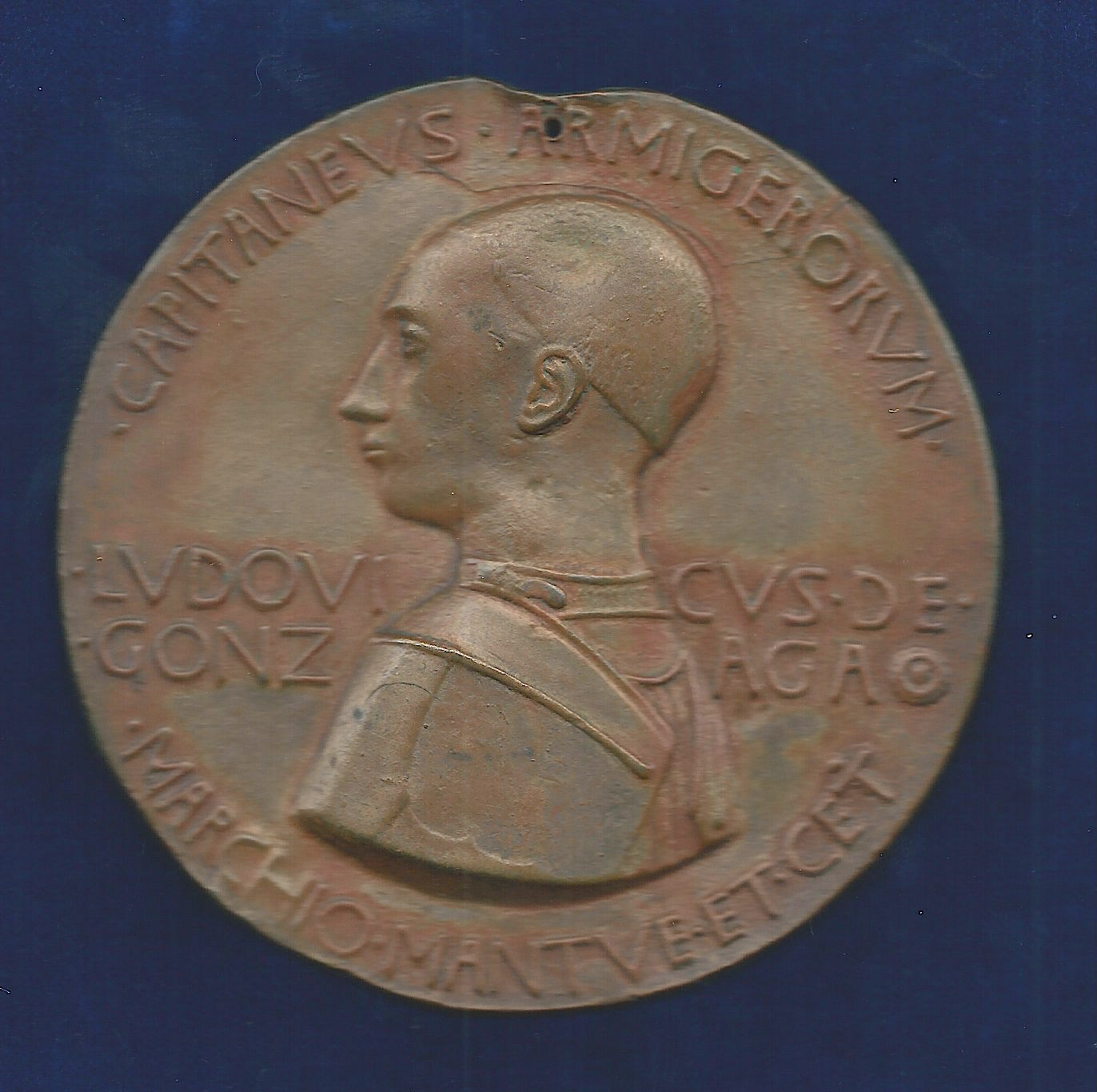
안토니오 피사노(또는 피사넬로, Antonio Pisano [Pisanello])가 그린 루도비코 3세 곤차가의 초상 메달, 1395 Pisa - 1455 Rome (obverse).

## 교육과 문화화
아버지의 명에 따라, 루도비코 3세의 교육은 인본주의자 비토리노 다 펠트레에게 맡겨졌었다. 비토리노는 "연합의 이해관계에 어려운 것은.... 좋은 교육을 받은 왕자가 통치를 하면서 사람들에게 이익을 주어야한다는 것이다"라고 가르쳤다. 그 가르침은 도덕과 종교에 두르러졌고 "대부분의 세속적인 금욕의 태도"에 포함되었다. 이에 대해서, 미술 학자 프랑코 보르시가 주장하길, 루도비코 3세가 종교적 믿음만으로, 교회들을 건립하고 피우스 2세의 공의회를 주최한 것뿐만이 아니였고, 또한 인본주의 문화와 거리에 도로를 정비하는 것, 도시 중심지에 시계탑 건설 등과 같은 만토바에 공공사업을 증가시키는 것이 그의 관심이였다. 도시에 초청한 유명한 인문주의자들 중에는 성 세바스티노 교회와 성 안드레아 교회를 도안한 피렌체 출신의 레온 바티스타 알베르티가 있었다. 또한 1460년에 루도비코 3세는 안드레아 만테냐를 곤차가 가문의 궁정 예술가로 임명하기도 했다.
루도비코 3세는 필라레테라고 더 알려진 피렌체의 조각가겸 건축가인 안토니오 디 피에트로 아베를리노(Antonio di Pietro Averlino, c. 1400 – c. 1469)가 저술한 《건축에 관한 논문, Treatise on Architecture》에 등장한다. 그 논문에는 플라톤식 대화 형태를 갖추고 있으며, 후한 후원자(분명히 밀라노의 프란체스코 스포르차일 것으로 추정)를 위해 새로운 도시를 짓는 무명의 건축가(아마도 필레레테 본인으로 추정)가 등장한다.

## 같이 보기
- 롬바르디아 전쟁

## 자료
- Murgia, Adelaide (1972). 《I Gonzaga》. Milan: Mondadori.

| 전임 잔프란체스코 1세 | 만토바 변경백 1444년 - 1478년 | 후임 페데리코 1세 |